# Kamen Ingrad Velika
Nogometni Klub Kamen Ingrad – chorwacki klub piłkarski z siedzibą w mieście Velika, działający w latach 1929–2008, przez kilka sezonów występował w chorwackiej pierwszej lidze.

## Historia
Klub został założony jako NK Velika w 1929 r. Po II wojnie światowej zmienił nazwę na NK Papuk.
Nazwa Kamen Ingrad Velika obowiązywała od 1999 r. – Kamen Ingrad była to firma budowlana, która była głównym sponsorem klubu. Tuż po inwestycji Kamenu Ingrad, klub ten systematycznie piął się w górę i w 2002 r. awansował do pierwszej ligi oraz zagrał w 2003 r. w Pucharze UEFA. Najwyższe miejsce w lidze to 4. w sezonie 2002/2003. Następne sezony były jednak coraz mniej udane, co wiązało się z pogłębiającymi się problemami finansowymi tytularnego sponsora. W sezonie 2006/2007 Kamen Ingrad spadł do chorwackiej drugiej ligi, a w następnym roku jeszcze niżej. W lipcu 2008 roku ogłoszono, że klub nie przystąpi do rozgrywek w następnym sezonie, a wkrótce potem został on rozwiązany.

## Europejskie puchary
Legenda do wszystkich tabel:
- Q – runda eliminacyjna, 1/16, 1/8, 1/4, 1/2 – odpowiednia faza rozgrywek, Grupa – runda grupowa, 1r gr – pierwsza runda grupowa, 2r gr – druga runda grupowa, F – finał, R – runda, PO – play-off
- k. – rzuty karne, los. – losowanie, Dogr. – dogrywka, w. – zasada bramek strzelonych na wyjeździe

| Sezon   | Rozgrywki        | Runda | Przeciwnik         | Dom | Wyjazd | Ogólnie |
| ------- | ---------------- | ----- | ------------------ | --- | ------ | ------- |
| 2003/04 | Puchar UEFA      | Q     | Etzella Ettelbruck | 7–0 | 2–1    | 9–1     |
| 2003/04 | Puchar UEFA      | 1R    | FC Schalke 04      | 0–0 | 0–1    | 0–1     |
| 2004    | Puchar Intertoto | 2R    | Spartak Moskwa     | 0–1 | 1–4    | 1–5     |